# Brett Papworth
Brett W. Papworth (Sydney, 3 novembre 1963) è un ex rugbista a 13 e a 15, procuratore e dirigente sportivo australiano, da giocatore attivo nel ruolo di tre quarti centro in entrambe le discipline; nel XV rappresentò l'Australia alla Coppa del Mondo di rugby 1987.

## Biografia
La prima parte della sua carriera, che lo vide impegnato da dilettante nel rugby a 15, si svolse nelle file dell'Eastwood di Sydney, nella cui prima squadra debuttò nel 1982; in quello stesso anno fu chiamato a rappresentare l'Australia a livello Under-21; nel 1983 rappresentò anche il Nuovo Galles del Sud a livello seniores e, nel 1985, esordì anche negli Wallabies a Brisbane contro Figi.
Fu presente alla Coppa del Mondo di rugby 1987 nel quale disputò tre incontri, l'ultimo dei quali la semifinale persa contro la Francia; qualche mese più tardi chiuse la sua esperienza internazionale e nel rugby a 15 a Buenos Aires contro l'Argentina.
Divenuto professionista nel rugby a 13 la stagione successiva (il rugby a 15 era all'epoca ancora dilettantistico) fu ingaggiato dagli Eastern Suburbs, oggi Sydney Roosters, ma una serie di infortuni gli impedirono di giocare con continuità, tanto da permettergli di scendere in campo solo 7 volte in 3 stagioni; ritiratosi quindi nel 1991 ebbe un breve ritorno al rugby a 15 nel 1994, di nuovo nell'Eastwood, club del quale è oggi presidente.
Le sue attività post-agonistiche riguardano principalmente il giornalismo (ha lavorato per l'Australian Broadcasting Corporation, per Fox Sports e altri canali televisivi come esperto sia di rugby a 13 che di 15), e conduce una rubrica radiofonica fissa, Talkin' Sport, sullo storico canale di Sydney 2SM; è inoltre procuratore sportivo e rappresentante di atleti di entrambi i codici del rugby.